# Jon Brower Minnoch
Jon Brower Minnoch (Bainbridge Island, 29 settembre 1941 – Seattle, 10 settembre 1983) è stato uno showman statunitense noto per essere considerato, con i suoi 635 kg di peso massimo registrato, come l'uomo più pesante di tutti i tempi.

## Biografia
All'età di 12 anni Minnoch pesava 133 kg, con un'altezza stimata di 170 cm. All'età di 22 anni pesava 230 kg ed era alto 185 cm.
Il peso di Minnoch continuò ad aumentare costantemente fino al suo ricovero in ospedale nel marzo 1978, all'età di 36 anni, a causa di un'insufficienza cardiaca congestizia e di un'insufficienza respiratoria. Nello stesso anno batté il record di maggior differenza di peso tra una coppia sposata quando sposò la moglie Jeannette, che pesava 50 kg, e in seguito ebbe due figli. A Minnoch fu diagnosticato un edema generalizzato, una patologia in cui il corpo accumula fluidi extracellulari in eccesso. Al momento del ricovero in ospedale l'endocrinologo Robert Schwartz stimò che pesasse più di 635 kg e che gran parte della sua massa corporea fosse costituita dai fluidi accumulati.
Il trasporto di Minnoch fu estremamente difficile. Ci vollero più di una dozzina di vigili del fuoco e personale di soccorso, e una barella appositamente modificata per trasportarlo all'University of Washington Medical Center di Seattle. Lì fu sistemato su due letti accostati e ci vollero 13 persone per girarlo per i cambi di lenzuola.

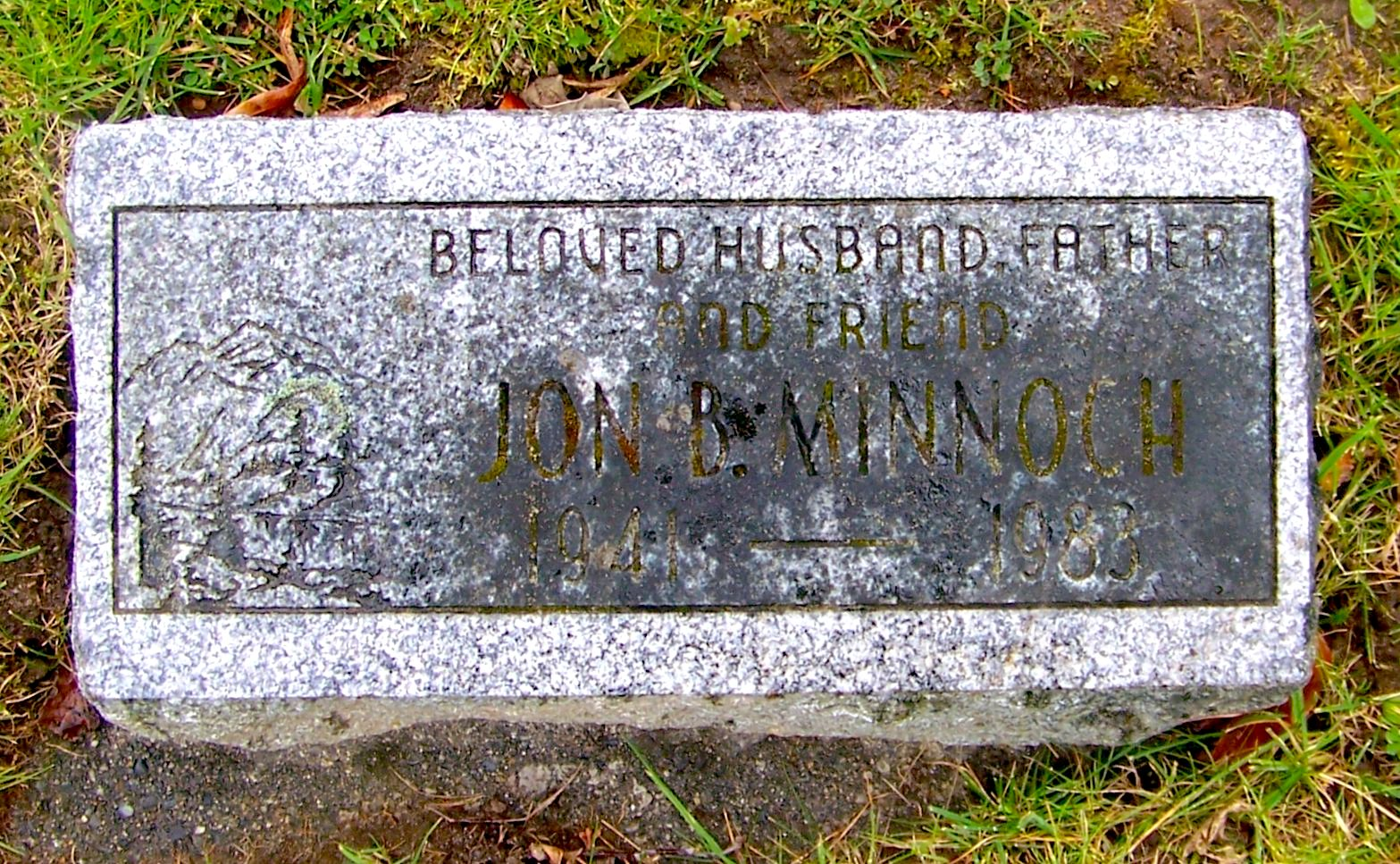
La tomba di Minnoch

Minnoch fu dimesso dall'ospedale dopo 28 mesi di una rigorosa dieta di 1200 kcal al giorno. Pesava 216 kg, avendone perso circa 419, la più grande perdita di peso umana mai documentata all'epoca. Fu riammesso in ospedale poco più di un anno dopo, nell'ottobre 1981, dopo che il suo peso era salito a 432 kg. Morì 23 mesi dopo, il 10 settembre 1983, a 41 anni, pochi giorni prima del suo 42º compleanno. Al momento della morte pesava 362 kg, con un indice di massa corporea di 105,3.